# 德尼·拉图
德尼·拉图（法語：Denis Lathoud，1966年1月13日—2025年6月22日），法国男子手球运动员。他曾代表法国参加1992年和1996年夏季奥林匹克运动会手球比赛，其中1992年奥运会获得一枚铜牌。